# Plagiostomidae
Famille
Les Plagiostomidae sont une famille de vers plats aquatiques de l'ordre des Prolecithophora. 

## Systématique
Le nom valide de ce taxon est Plagiostomidae. La base de données World Register of Marine Species (14 décembre 2023) ne donne pas de nom d'auteur.

### Synonyme de Plagiostomidae
Plagiostomidae a pour synonyme la famille des Torgeidae Jondelius, 1997

### Liste des genres
Selon la base de données World Register of Marine Species (14 décembre 2023), la famille des Plagiostomidae regroupe les genres suivants :
- Acmostomum Schmarda, 1859
- Auriculifera Kulinitch, 1973
- Hydrolimax Haldeman, 1842
- Plagiostomum Schmidt, 1852
- Plicastoma Graff, 1904
- Puzostoma Marcus, 1950
- Torgea Jondelius, 1997
- Tuilica Marcus, 1951
- Vorticeros Schmidt, 1852

### Synonymes, suppressions
- le genre Acelis Diesing, 1862 est Acmostomum Schmarda, 1859
- le genre Acmostoma  est Acmostomum Schmarda, 1859 (correction injustifiée)
- le genre Akamptostoma Riedl, 1959 est Plagiostomum Schmidt, 1852 (suppression)
- le genre Alloeopharynx Steinböck, 1932 est Plagiostomum Schmidt, 1852
- le genre Allopharynx Steinböck, 1932 est Plagiostomum Schmidt, 1852
- le genre Alvaera Bock, 1923 est Acmostomum Schmarda, 1859
- le genre Brachyposthia Brandtner, 1934 est Plagiostomum Schmidt, 1852
- le genre Catesthia Leidy, 1852 est Hydrolimax Haldeman, 1842 (nomen oblitum)
- le genre Hallezia Graff, 1908 est Acmostomum Schmarda, 1859
- le genre Haploophorum Marcus, 1948 est Plagiostomum Schmidt, 1852
- le genre Plagiostoma Schmidt, 1852 est Plagiostomum Schmidt, 1852 (correction injustifiée)
- le genre Plagistoma  est  Plagiostomum Schmidt, 1852 (erreur orthographique)
- le genre Proporoplana Reisinger, 1935 est Plicastoma Graff, 1904
- le genre Rhabdostoma Girard, 1893 est Plagiostomum Schmidt, 1852 (nomen oblitum)
- la sous-famille Vorticerotinae Reisinger, 1924 est supprimée